# Burning Sands (pel·lícula de 1922)
Burning Sands és una pel·lícula muda dirigida per George Melford i protagonitzada per Wanda Hawley i Milton Sills, entre d'altres. La pel·lícula, basada en la novel·la d'Arthur Weigall “The Dweller in the Desert” (1921), es va estrenar el 16 d'octubre de 1922. Està considera una pel·lícula perduda.

## Argument

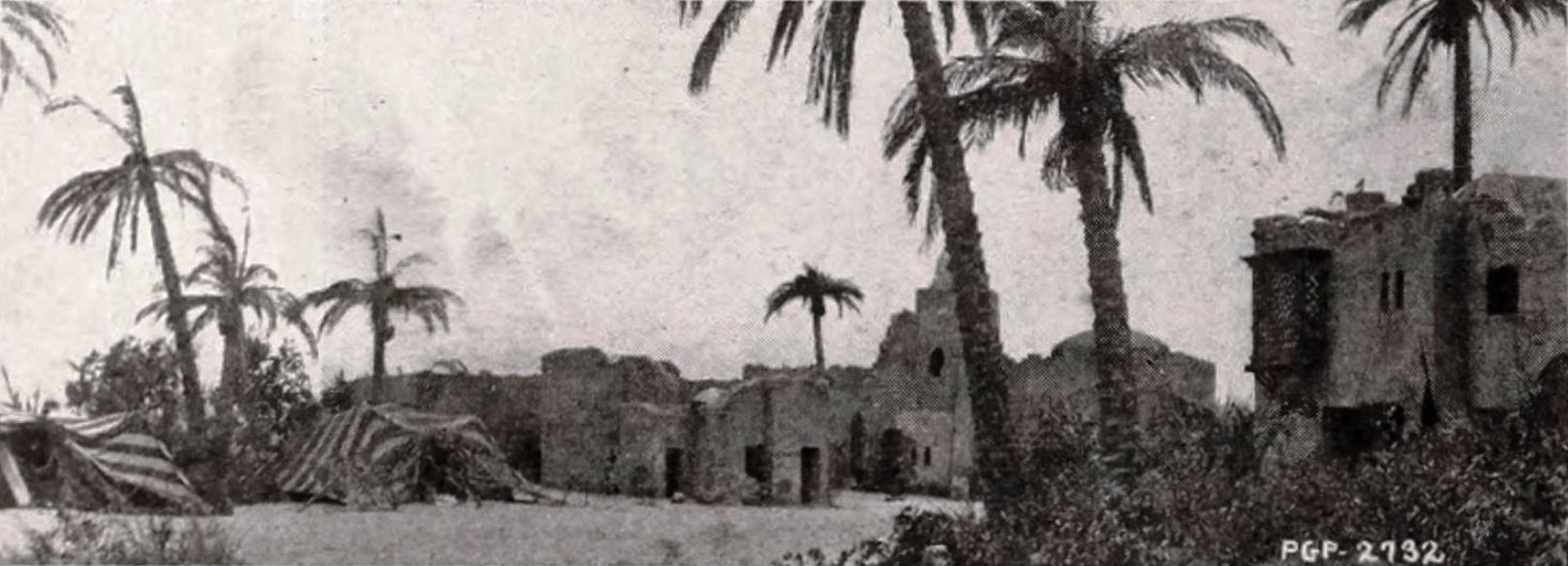
Fotografia del set de rodatge amb el campament a l'oasi

Daniel Lane, que s'estima més viure al desert que no pas a Anglaterra, aprenent la llengua i la cultura àrab. Un dia salva una ballarina francesa, Lizette, de la persecució d'un egipci. En agraïment Lizette li explica que s'està preparant una revolta entre les tribus àrabs. Daniel s'involucra en la lluita a favor del vell xeic contra el complot muntat pel seu fill i l'oficial britànic Robert Barthampton. Un dia Muriel coneix Lane en un ball a l'ambaixada i se n'enamora. Decideix visitar-lo al desert, en part perquè li han explicat que Lizette és la seva amant. Durant la seva segona visita es produeix un atac dels revoltats a l'oasi i quan Barthampton està intentant forçar Muriel Daniel el mata. També mor Lizette just després que hagi explicat a Muriel que ella no és l'amant de Daniel. L'exercit britànic arriba en aquell moment per salvar-los i Muriel i Lane es reconcilien.

## Repartiment
- Wanda Hawley (Muriel Blair)
- Milton Sills (Daniel Lane)
- Louise Dresser (Kate Bindane)
- Jacqueline Logan (Lizette)
- Robert Cain (Robert Barthampton)
- Fenwick Oliver (Mr. Bindane)
- Winter Hall (governador)
- Harris Gordon (secretari)
- Alan Roscoe (Ibrihim)
- Cecil Holland (vell xeic)
- Joe Ray (Hussein)

## Producció
Robert Melford, després de l'èxit aconseguit amb The Sheik (1921), va intentar compondre una altra pel·lícula romàntica al desert amb un repartiment estel·lar que incloïa Milton Sills, Jacqueline Logan i Wanda Hawley (que Photoplay va anomenar “The Sheik’s Little Sister”). Al voltant de 350 actors i equip de rodatge van viure durant diverses setmanes a la missió copte de Oxnard (Califòrnia) filmant les escenes que representaven un campament àrab al desert libi. Molts interiors es van filmar als estudis de la Lasky a Hollywood.